# Бліндер Валентин Ілліч
Валентин Ілліч Бліндер (20 жовтня 1937, Одеса, УРСР — 26 серпня 2021) — радянський український футболіст єврейського походження, нападник. Майстер спорту СРСР з 1962 року.
Закінчив Одеський державний університет. Кандидат хімічних наук.

## Кар'єра гравця
Валентин Бліндер народився 20 жовтня 1937 року в Одесі. Розпочинав грати в футбол на галявинах Ярмаркової площі за одеську заводську команду ЗОР. Перший тренер — Володимир Леонтійович Онищенко.
Всю свою ігрову кар'єру провів в одеському СКА — з першого дня служби в армії, на яку був призваний у 1956 році. Перші два роки грав за клубну команду, після чого пробився в основний склад.
Був вправним дріблер, сильно бив з лівої ноги, добре пасував. Грав у складі збірної України, Одеси. Однак, на думку фахівців, Бліндеру до кінця не вдалося розкритися через серйозні травми. Дебют в основному складі майстрів СКА був дуже вдалим. Сам він діяв на лівому краю, а напівсереднім був технічний, швидкий форвард Дмитро Підлісний, з яким він відразу зігрався.
Звання «Майстер спорту СРСР» отримав в 1962 році за участь в іграх за збірну України класу «Б».
13 червня 1960 року взяв безпосередню участь у розгромі італійського «Інтера» (5:1) в товариському матчі, забивши один з м'ячів збірної Одеси.
20 жовтня 1963 року армійці, вдруге перемігши вінницький «Локомотив», стали чемпіонами України й увійшли до другої групи класу «А».
У сезоні 1964 року, за підсумками якого армійці Одеси завоювали путівку до першої групи класу «А», Бліндер, по суті, грав на уколах, тому що в перших календарних матчах травмував ахіллове сухожилля, а наприкінці сезону серйозно травмував й інший ахілл. Незважаючи на це, Бліндер відіграв ще один календарний рік — перший для армійців у вищому дивізіоні, проте виходив на поле лише в шести матчах, після чого був змушений завершити кар'єру.

## Кар'єра тренера
По завершенні кар'єри гравця розпочав тренерську діяльність. Спочатку допомагав тренувати, а в липні 1969 року став головним тренером одеського СКА, яким керував до кінця року.
Згодом Бліндер пов'язав своє життя з науковою діяльністю, працював провідним науковим співробітником Фізико-хімічного інституту захисту навколишнього середовища і людини Міністерства освіти і науки та Академії наук України. І знаходив час поєднувати свою основну роботу з тренерською діяльністю в ДЮСШ СКА (Одеса), очолював команду заводу «Продмаш». Відкрив декількох талановитих футболістів, серед яких Леонід Буряк.

## Досягнення

### Як гравця
СКА (Одеса)
- Друга група класу «А»
  -  Срібний призер (1): 1964
- Чемпіонат УРСР
  -  Чемпіон (1): 1963
  -  Срібний призер (1): 1961
  -  Бронзовий призер (2): 1959, 1960

### Індивідуальні
- У списку найкращих футболістів Одеси XX століття: 2001

### Відзнаки
- Майстер спорту СРСР: 1962